# Hexachloracétone
L'hexachloracétone (hexachloroacétone) ou perchloracétone est un composé organochloré, le dérivé perchloré de l'acétone, de formule C3Cl6O.

## Propriétés
L'hexachloracétone est un liquide incolore plus lourd que l'eau, faiblement voire très faiblement volatil. Elle est légèrement soluble dans l'eau, combustible mais difficilement inflammable . Elle se décompose lorsqu'elle est chauffée, produisant du chlore, du chlorure d'hydrogène, du phosgène et des dioxines.

## Synthèse
L'hexachloracétone peut être obtenue par chloration de l'alcool isopropylique à 70-100 °C, qui produit également de la 1,1,1,3,3-pentachloracétone, ou par chloration de la chloracétone en présence d'acide acétique,.

## Utilisations
L'hexachloroacétone est principalement utilisée comme herbicide. Elle est notamment présente dans certaines formulations du bromacil.
L'hexachloroacétone est utilisée pour la chloration des énamines, pour la production de trichloroacétamides et de trichloroacétates en conditions neutres. Elle peut être utilisée dans la réaction de Perkow, dans le rôle du dérivé halogéné de cétone ; mis à réagir avec le phosphite de triéthyle, elle produit un intermédiaire  oxyallyle pour une cycloaddition [4+3].
L'hexafluoroacétone est produite industriellement par traitement de l'hexachloracétone par l'acide fluorhydrique :
(CCl3)2CO  +  6 HF   →   (CF3)2CO  +  6 HCl